# Sfântul Dimitrie cel Nou
Sfântul Cuvios Dimitrie cel Nou (Basarabov) este sfântul ocrotitor al cetății Bucureștilor, canonizat în anul 1955 de către Biserica Ortodoxă Română. Surse importante menționează că Sfântul Dimitrie s-a născut în timpul împăraților româno-bulgari Petru și Asan (secolul al XIII-lea), în satul Basarabovo din Bulgaria. Așa cum se menționează în Viețile Sfinților, acest cuvios părinte, Dimitrie cel Nou, a fost inițial păstor de vite în satul său natal. 
Nu sunt cunoscute prea multe detalii din timpul vieții sale, însă se menționează o cunoscută întâmplare care a constituit începutul unei viețuiri ascetice: Într-o zi, pe când umbla prin fânul înalt, după vitele satului, a strivit, din nebăgare de seamă, puii golași dintr-un cuib de pasăre. Atât de vinovat s-a simțit în inima lui încât și-a pedepsit piciorul păcătos, nemaiîncălțându-l vreme de trei ani, nici vara, nici iarna. Ulterior, a îmbrăcat haina monahală la o mănăstire care era înăuntrul unei peșteri, situată nu departe de satul său. Și în această peșteră a petrecut Cuviosul Dimitrie în post, în rugăciune și în toate cele de taină numai de Dumnezeu știute până la plecarea sa din viața aceasta. Cunoscându-și dinainte sfârșitul, Cuviosul a închis gura peșterii cu pietre și și-a dat sufletul în mâinile lui Dumnezeu. Și multă vreme trupul său nu a putut fi aflat, însă venind odată apă mare au căzut cele două pietre, care erau în apropierea peșterii, împreună cu moaștele sfântului, rămânând acolo până au fost aflate printr-o minune. Deci, vrând Dumnezeu să-l descopere, s-a arătat îngerul Domnului în vis unei copile care pătimea de duh necurat și i-a zis: "Dacă părinții tăi mă vor scoate din apă - și i-a arătat locul -, eu te voi tămădui." Și așa au fost aflate moaștele Sfântului Dimitrie. 
Între anii 1768-1774, fiind război între ruși și turci, armatele rusești au trecut Dunărea și au ocupat mai multe ținuturi bulgărești, printre care și satul Basarbovo. Generalul rus Ivan Saltîkov, auzind de moaștele Cuviosului, a poruncit să le trimită în Rusia, dar un credincios român cu numele Hagi Dimitrie l-a rugat pe general să nu înstrăineze sfintele moaște, ci să le dăruiască Valahiei ca mângâiere pentru tot ce au pătimit românii din pricina războiului. Sfintele moaște ale Sfântului Dimitrie au ajuns pe pământ românesc, fiind așezate în biserica Mitropoliei de la București la 13 iulie 1774. Generalul Saltîkov a luat totuși mâna cea dreaptă a sfântului și a trimis-o la Kiev, unde se păstrează și astăzi în Lavra Pecerska.
În noaptea de 17 februarie 1918, în timpul ocupației capitalei din timpul primului război mondial, clopotele au răsunat anunțând dispariția moaștelor Sfântului Dimitrie din biserica Mitropoliei de la București. Câțiva soldați bulgari au furat racla cu moaștele Sfântului vrând să le treacă dincolo de Dunăre. Planurile acestora au fost în scurt timp demascate și Sfântul Dimitrie s-a întors în București, la locul său de cinste. Credincioșii bucureșteni s-au adunat atunci cu zecile de mii, întrucât Sfântul era considerat ocrotitorul cetății Bucureștilor și era foarte iubit pentru că făcea multe minuni și salvase orașul de multe năpaste. Amintim aici de epidemia de ciumă dintre anii 1813 și 1814, care a izbucnit în a doua zi de domnie a lui Caragea, despre care se spune că a decimat jumătate din locuitorii Bucureștiului și aproximativ 70 000 de persoane la nivelul întregii țări. Lipsiți de orice ajutor, bucureștenii au strigat la Sfântul Ocrotitor al Bucureștilor, iar acesta nu i-a lăsat fără răspuns, căci după ce a fost purtat în procesiune prin oraș și s-au făcut rugăciuni, boala ciumei a încetat. Locotenent-colonelul Dimitrie Papazoglu descrie cu detalii acele vremuri: Putem mărturisi, în frica lui Dumnezeu, că am văzut cu ochii noștri minunile săvârșite de acest Sfânt. (...) La 1815, fiind foarte întinsă această teribilă epidemie în Capitală, au scos pe Sfântul și, după ce au ocolit cu el Capitala, l-au poprit în mijlocul târgului, unde s-au citit rugăciuni către Sfânt. Din acea zi, epidemia a început a scădea treptat și Capitala a scăpat de acel flagel.
În anul 1827, când a fost o secetă teribilă, mitropolitul împreună cu un sobor de preoți au scos în procesiune sfintele moaște ale Cuviosului Dimitrie și chiar în acea zi a început o ploaie torențială, care a ținut trei zile și a salvat orașul de foamete. Sfântul a mijlocit și pentru vindecarea de holeră din anul 1831, când guvernator al Țării Românești era generalul Pavel Kiseleff: Pe la finele lunii septembrie, ordonă generalul Kiseleff a se face sfeștania mare în câmpul Filaretului, aducându-se Sfântul din Mitropolie. Cu toții s-au pus în genunchi, toată generalimea, soldații, clerul, boierii și poporul, cei mai mulți zicând rugăciunile cu lacrimi în ochi. În urmă sărutându-se de toți sfintele moaște, sau întors în deal la Mitropolie toți generalii și mitropolitul, pe jos și între rândurile batalioanelor, și intrară pe poarta Mitropoliei pe din dos; lăsară pe Sfântul în biserică și detașamentele plecară pe la locurile lor. O, minune! pe la 10 octombrie a scăzut repede numărul morților, care până atunci crescuse îngrozitor, până la 100-160 pe zi. Mărturisesc că minunea asta a fost văzută de mine..
Sfântul Dimitrie cel Nou a fost proclamat ocrotitor al Bucureștilor în anul 1792, în vremea Mitropolitului Filaret al II-lea (1792-1793). Datorită cinstirii sale, Patriarhul Justinian Marina a propus Sfântului Sinod generalizarea cultului său în Biserica Ortodoxă Română și a proclamat canonizarea Sfântului Dimitrie în anul 1955. Biserica Ortodoxă Română și cea Bulgară îl prăznuiesc la data de 27 octombrie, zi în care racla cu sfintele sale moaște este așezată spre închinare credincioșilor pe Dealul Mitropoliei, într-un frumos baldachin împodobit cu flori.